# دومينيك أرنولد (عداء)
دومينيك أرنولد (بالإنجليزية: Dominique Arnold)‏ هو قافز حواجز أمريكي متخصص في 110 متر حواجز. حقق الميدالية البرونزية في بطولة العالم لألعاب القوى داخل الصالات.

## الميداليات
| الميدالية | المسابقة                                    |
| --------- | ------------------------------------------- |
| برونزية   | بطولة العالم لألعاب القوى داخل الصالات 2006 |

## روابط خارجية
- دومينيك أرنولد على موقع الاتحاد الدولي لألعاب القوى (الإنجليزية)